# Tour du Haut-Var 2002
Il Tour du Haut-Var 2002, trentaquattresima edizione della corsa e valida come evento del circuito UCI categoria 1.2, si svolse il 23 febbraio 2002, su un percorso di circa 180 km. Fu vinto dal francese Laurent Jalabert che terminò la gara con il tempo di 4h42'50", alla media di 38,185 km/h.

## Ordine d'arrivo (Top 10)
| Pos. | Corridore           | Squadra      | Tempo    |
| ---- | ------------------- | ------------ | -------- |
| 1    | Laurent Jalabert    | CSC-Tiscali  | 4h42'50" |
| 2    | Aleksandr Vinokurov | Telekom      | s.t.     |
| 3    | Robbie McEwen       | Lotto-Adecco | a 23"    |
| 4    | Daniele Nardello    | Mapei        | s.t.     |
| 5    | Raffaele Ferrara    | Alessio      | s.t.     |
| 6    | Davide Rebellin     | Gerolsteiner | s.t.     |
| 7    | David Moncoutié     | Cofidis      | s.t.     |
| 8    | Andrea Noè          | Mapei        | s.t.     |
| 9    | Aleksandr Bočarov   | AG2R Prév.   | s.t.     |
| 10   | Franck Bouyer       | Bonjour      | a 1'08"  |